# Хлеб
Хлеб (ијек. хљеб) или крух је врста хране која се најчешће прави печењем теста чији су основни састојци брашно и вода. Најчешће се додаје и со, квасац, шећер и јестиво уље, а понекад и зачини (на пример сусам). Хлеб је већ дуго времена основна намирница у исхрани у многим културама. Током читаве историје био је популаран широм света и једна је од најстаријих вештачких храна. Хлеб је био значајан од самог зачетка пољопривреде.
Пропорције типова брашна и других састојака широко варирају, као и начини припреме. Резултат тога је да се типови, облици, величине и текстуре хлеба разликују на разним локацијама. Хлеб може да буде ускисао процесима који се ослањају на природне микробе за кисело тесто, хемикалије, индустријски произведени квасац, или аерацијом високог притиска. Неки типови хлеба се кувају пре ускишњавања, делом због традиционалних или религиозних разлога. Хлеб може да садржи нежитаричне састојке, као што су воће, ораси и масноће. Комерцијални хлеб обично садржи адитиве ради побољшања укуса, текстуре, рока трајања, и лакоће производње.
Хлеб се служи у различитим облицима са било којим оброком током дана. Он се једе као ужина, и користи се као састојак других кулинарских рецепата, као што су сендвичи, и у прженом облику прекривен мрвама да би се спречило приањање. Он је главна компонента хлебног пудинга, као и фила намењеног пуњењу шупљина и задржавању сока који би иначе могао да исцури.
Хлеб има друштвени и емоционални значај који превазилази његову употребу као храна. Он игра есенцијалну улогу у религиозним ритуалима и секуларној култури. Његова проминентност у свакодневном животу се огледа у језику, где се јавља у пословицама, колоквијалним изразима („Украо ми је хлеб из уста“), у молитвама („Хљеб наш насушни дај нам данас“) и у етимологији речи, као што је „компањон“ (од латинског com „са“ + panis „хлеб“).

## Историја
Врло је могуће да је човек, пре него што је почео да припрема хлеб, јео свеже житарице. Претпоставља се да је касније, у неком тренутку, почео да их умаче у воду, а тек после тога и да их меље и пече. Хлеб је једна од најстаријих припреманих храна. Евиденција од пре 30.000 година у Европи указује на остатке скроба на камену кориштеном за гњечење биљки. Могуће је да су током тог периода, скробни екстракти из биљног корења, као што су рогоз и папрат, бивали намазани на раван каме, и стављани над ватру и на тај начин испечени у примитивну форму тортиље. Око 10.000 п. н. е, са почетком неолитског доба и ширењем пољопривреде, зрна су постала основа за прављење хлеба. Споре квасца су свеприсутне, укључујући површину зрна житарица, тако да свако тесто које се остави да одстоји природно ускисне. У почетку се хлеб правио без квасца, али већ у старом веку, код Египћана, користи се квасац, као и различите врсте брашна (меко и тврдо).
Више извора за ускишњавање је било доступно у раном периоду употребе хлеба. Квасац из ваздуха се могао користити тако што би се непечено тесто оставило на отвореном неко време пре печења. Плиније Старији је известио да су Гали и Ибери користили пену скинуту са пива звану маја за произвођење „лакшег типа хлеба него други људи”. Делови античког света који су пили вино уместо пива користили су пасту која се састојала од сока од грожђа и брашна којима је дозвољено да почну ферментацију, или од пшеничних мекиња натопљених вином, као извор квасца. Најчешћи извор квасца је комад теста који би се задржао од претходног дана, и који би се користио за подстицање формирања киселог теста, како је Плиније забележио.
По Библији, након изласка Јевреја из Египта, Господ је Јеврејима 40 година, колико је пут кроз пустињу до Обећане земље трајао, свако јутро бацао с неба ситне комадиће хлеба - мана, којима су се Јевреји хранили. Мана својим обликом подсећа на нафору коју данас добијамо у цркви на крају литургије. Приликом изгона Јевреја из Египта, жене нису имале времена а ни квасца па је хлеб прављен само од брашна и воде. Није било могућности да се пече па је развијан танко као палачинка и пекао се на јаком сунцу на сапима коња и камила које су биле у каравану. Тај специјални „хлеб“ се зове „Мацес“ и једу га Јевреји током великог празника „Пасха“ (Јевреји и српски Јевреји кажу „Песах“). Овај догађај је описан и у Библији, Стари завет, друга књига Мојсијева.
Већ од 168. године пре нове ере, у Риму постоје велике државне пекаре. Од деветог века, у већим европским градовима појављују се пекарски еснафи; квалитет, тежина и цена хлеба су прописани градским статутима, а пекари који не поштују ову одлуку најстроже се кажњавају.
Квалитет хлеба се значајно побољшава почетком новог века у северној Италији, у 17. веку у Паризу, а у Бечу се почиње производити луксузно пециво у 18. веку. Од 19. века, производња хлеба се све више механизује.
Године 1961. је развијен Чоливудов хлебни процес, који користи интензивну механичку обраду теста ради драматичног редуковања ферментационог периода и стога времена неопходног за производњу векне хлеба. Ова процес, чије високоенергетско мешење омогућава употребу житарица са нижим протеинским садржајем, је у данашње време у широкој употреби широм света у великим фабрикама. Последица тога је да се хлеб може произвести веома брзо и уз ниске производне трошкове за произвођача и купца. Међутим, било је извесне дозе критицизма у погледу нутриционе вредности производа.

## Врсте хлеба и пецива
Хлеб је основна храна у Средњем истоку, северној Африци, Европи, и у културама проистеклим из европских култура као што су оне у Америкама, Аустралији, и јужној Африци, за разлику од Источне Азије где је пиринач основна храна. Хлеб се обично прави од пшеничног брашна. Тесто се култивира са квасцом, дозвољава му се да нарасте, и коначно се пече у пећници. Додатак квасца хлебу је разлог постојања шупљина. Због својих високих нивоа глутена (што даје тесту сунђерасту текстуру и еластичност), обична или хлебна пшеница је најчешћи тип житарице која се користи у припреми хлеба. Пшеница је међу највећим појединачним доприносиоцима залиха хране у свету.
Хлеб се исто тако прави од брашна других врста пшенице (укључујући крупник, емер, ајнкорн и камут). Осим пшенице се користи и них других житарица укључујући раж, јечам, кукуруз, овас, сирак, просо и пиринач, али, са изузетком ражи, оне се обично користе у комбинацији са пшеничним брашном пошто оне имају мање глутена.
Безглутенски хлеб је креиран за особе које имају поремећаје везане за глутен као што су целијачна болест и нецелијачна глутенска сензитивност, којима погодује безглутенска исхрана. Безглутенски хлеб се прави од млевеног брашна од низа материјала као што су бадем, пиринач, сирак, кукуруз, или махунарке као што је пасуљ, али пошто тим брашнима недостаје глутен она не могу да задрже облик при ускишњавању и стога се тесто сажима у густу масу са малим садржајем ваздушних мехура. Адитиви као што су ксантанска гума, гуарска гума, хидроксипропил метилцелулоза (ХПМЦ), кукурузни скроб, или јаја се користе да се компензује за недостатак глутена.
Неке од широко заступљених врста хлеба и пецива су:
- Хлеб прављен од брашна различитих житарица (пшеница, раж, овас, јечам...)
- Проја (хлеб од кукурузног брашна)
- Кифла
- Бухтле
- Лепиња
- Погача
- Ђеврек
- Переца
- Земичка
- Лакумић
- Плетеница
- Кроасан
- Багет
- Сомун
- Двопек
- Пексмит

## Особине

### Физичко-хемијска композиција
У пшеници, фенолна једињења се углавном налазе у плеви у нерастворном облику везана за ферулинску киселину, где доприносе пшеничној отпорности на гљивичне болести.
Ражани хлеб садржи фенолне киселине и дехидрокси димере ферулинске киселине.
Три природна фенолна глукозида, секоизоларицирезинол диглукозид, Гликозид p-кумаринске киселине и глукозид ферулинске киселине, су присутни у комерцијалним врстама хлеба које садрже лан.
Глутенин и глиадин су функционални протеини присутни у пшеничном хлебу који доприносе структури хлеба. Глутенин формира унакрсно повезане глутенске мреже унутар хлеба путем међуланчаних дисулфидних веза. Глиадин се слабо везује за глутенску мрежу успостављену путем глутенина преко међуланчаних дисулфидних мостова. Структурно, хлеб се може дефинисати као еластично-пластична пена (слична стиропору). Глутенински протеин доприноси еластичној природи хлеба, пошто има способност поновног остваривања његовог иницијалног облика након деформације. Глиадински протеин доприноси његовог пластичној природи, пошто он демонстрира нереверзибилне структурне промене након одређене количине примењене силе. Пошто су ваздушни отвори унутар ове глутенске мреже резултат продукције угљен-диоксида током ускишњавања, хлеб се може дефинисати као пена, или гас-у-чврстом раствору.

### Кулинарске употребе
Хлеб се може сервирати на мноштву температура; након печења, он накнадно може да буде тостиран. Он се најчешће једе рукама, било сам или као подлога другој храни. Хлеб се може умакати у течности као што је сос, маслиново уље, или супа; он може да буде преливен са разним слатким и укусним премазима, или се користи за прављење сендвича који садрже месо, сиреве, поврће, и зачине.
Хлеб се користи као састојак у другим кулинарским препаратима, као што је употреба хлебних мрвица како би се добила хрскава кора или згуснули умаци, слатки или ароматични хлебни пудинзи, или као везујући агенс у кобасицама и другим месним производима.

### Нутрициони значај
Нутриционо, хлеб је познат као богат извор у житаричној категорији нутријената. Хлеб се сматра добрим извором угљених хидрата, а кад је израђен од целог зрна и храњивих материја као што су магнезијум, гвожђе, селен, витамини Б и дијететска влакна.

### Кора
Хлебна кора се формира од површине теста током процеса печења. Она је стврднута и смеђе боје услед Мајлардове реакције између шећера и аминокиселина при интензивној температури на површини хлеба. Кора већине типова хлеба је тврда, и има комплекснији и интензивнији укус од остатка векне. По неким становиштима кора је здравија од остатка хлеба. Неке од студија су показале да је то тачно пошто је кора богатија у дијетарним влакнима и антиоксидансима као што је пронил-лизин, који се истражује због његових потенцијалних инхибиторних својстава у развоју рака дебелог црева.

## Припрема
Тесто се обично пече. У неким кухињама хлеб се пари (нпр., мантоу), пржи (нпр., пури), или пече на тигању без уља (нпр., тортиље). Тесто може да буде ускисло или неускисло (нпр. маца). Со, масноћа и агенси за ускишњавање као што су квасац и пекарска сода су уобичајени састојци, мада хлеб може да садржи низ других састојака, као што су млеко, јаја, шећер, зачини, воће као што је суво грожђе, поврће као што је лук, орашасте плодове као што је орах или семе као што је маково семе.

### Формулација
Професионални рецепти за хлеб користе пекарску процентну нотацију. Количина брашна се означава са 100%, и други састојци се изражавају као тежински проценти те количине. Тежинске мере су прецизније и конзистентније од запреминских, посебно за суве састојке. Пропорција воде и брашна је најважнија мера у хлебном рецепту, пошто она највише утиче на текстуру и мрвљење. Брашна од тврде пшенице апсорбују око 62% воде, док брашна од мекше пшенице апсорбују око 56%. Уобичајени стони хлеб направљен од тог теста има фину текстуру, лаког хлеба. Већина занатских хлебних формулација садржи од 60 до 75% воде. У квашчаном хлебу, већи садржај воде доводи до веће заступљености CO2 мехура и грубље хлебне коре. Једна фунта (450 ) брашна даје стандардну векну хлеба или две француске векне.
Калцијум пропаноат се често додаје у комерцијалним пекарама ради успоравања раста квасца.

### Брашно
Брашно је направљено од житарица које су самлевене до прашкасте конзистенција. Брашно пружа примарну структуру, скроб и протеин финалном печеном хлебу. Протеински садржај брашна је најбољи индикатор квалитета хлебног теста и финалног хлеба. Мада се хлеб може правити од пшеничног брашна за опште сврхе, препоручује се специјализовано хлебно брашно које садржи више протеина (12–14%) ради остваривања бољег квалитета хлеба. Ако се користи брашно са мањим садржајем протеина (9–11%) за прављење хлеба, краће време мешења је потребно за развијање довољне глутенске јачине. Предуго мешење доводи до оксидације теста, чиме се формира завршни производи са бељим мрвама, уместо боје крема коју преферира већина пекара.
Пшенично брашно, поред скроба, садржи три у води растворне протеинске групе (албумин, глобулин, и протеозе) и две у води нерастворне протеинске групе (глутенин и глиадин). Кад се брашно помеша са водом, у води растворни протеини се растворе, остављајући глутенин и глиадин да формирају структуру резултујућег теста. Кад се релативно суво тесто меси, или се влажном тесту дозволи дуго времена за подизање, глутенин формира ланце дугих, танких, ланцима сличних молекула, док краћи глиадин формира мостове између глутенинских ланаца. Резултујућа мрежа ланаца произведена од ова два протеина се назива глутен. Развој глутена се побољшава ако се тесту дозволи да се аутолизира.

### Течности
Вода, или нека друга течност, се користи за формирање пасте или теста из брашна. Тежина неопходне течности варира у зависности од рецепта, али је однос од 3 дела течности на 5 делова брашна уобичајен за квашчани хлеб. Рецепти који користе пару као примарни метод за ускишњавање могу да имају садржај течности од преко 1 дела течности на 1 део брашна. Уместо воде, рецепти могу да користе течности као што су млеко или други млечни производи (укључујући необрано млеко или јогурт), воћни сок, или јаја. Оне доприносе са додатним заслађивачима, масноћама, или компонентама ускишњавања, као и водом.

### Масноће
Масти, као што је бутер, биљна уља, лој, или оне које су садржане у јајима, утичу на развој глутена у хлебу тако што превлаче и подмазују појединачне протеинске ланце. Они исто тако помажу у одржавању структуре. Ако се сувише масти унесе у тесто, ефекат подмазивања узрокује раздвајање протеинске структуре. Садржај масти од око 3% тежински је концентрација која производи најбоље резултате при ускишњавају. Поред њиховог утицаја на ускишњавање, масноће исто тако омекшавају хлеб и очувавају његову свежину.

### Побољшивачи хлеба
Побољшивачи хлеба и средства за кондиционирање теста се често користе у производњи комерцијалног хлеба да би се редуковало време потребно за нарастање, да би се побољшала текстура и запремина. Кориштене супстанце могу да буду оксидациони агенси којима се ојачава тесто или редукујући агенси ради развоја глутена и редуковања времена мешења, емулгатори ради јачања теста или пружања других својстава као што су олакшавање резања у комаде, или ензими ради повећања продукције гаса.
Со се обично додаје да би се побољшао укус и ограничила активност квасца. Она исто тако утиче на мрвљење и свеукупну текстуру тако што стабилизује и ојачава глутен. Неки пекари не додају со одмах у тесто, било да је од целозрнастог или рафинираног брашна, већ је додају након 20-минутног одмарања теста чиме се поспешује аутолиза теста.

## Догађања, изреке, идиоми везани за хлеб
- У Библији се каже „Ко тебе каменом, ти њега хлебом“
- У старом Риму услов за стабилност државе је био сажет у реченици „Хлеба и игара“ (Panem et circenses)
- Када је Марија Антоанета чула грају побуњеног народа и кад је на питање „Шта узвикују?“ добила одговор „Немају хлеба!“ одговорила је (наводно) „Па што не једу колаче?“
- „Рударски хлеб је са седам кора“
- „Боље сув хлеб поштењем, него колач непоштењем!"
- „Хлеб је извориште снаге и живота човечијег."
- „У хлебу Бог пребива."
- „Без орача и здрава копача, не би било хлеба ни колача."
- „Нема хлеба без мотике!"
- „Ногом у блату, главом у злату."
- „У ратара црне руке, а бела погача."
- „Из црне земље, бео хлеб."
- „Зрно по зрно - погача, камен по камен -палача."
- „Добар као лебац."
- „Зарадити парче хлеба“ каже се за самостално зарађен новац.
- „Трбухом за крухом“, каже се за печалбу.
- Да хоће „преко хлеба погаче“ каже се за нескромног човека.
- Кад је неко лењ каже се „Лези лебе да те једем“.
- „Хлеб насушни“ је израз из молитве Оче наш и означава храну потребну и души и телу.

### Благослови и клетве везани за хлеб
- „Где погаче ломили, жито да се роди!"
- „У млину се надомиљало, и наћвама накувавало, у пећи надопјецало и свој браћи надотјецало!"
- „Лебац ти се огадио!"